# Australobius discolor
Australobius discolor är en mångfotingart som först beskrevs av Karl Wilhelm Verhoeff 1937.  Australobius discolor ingår i släktet Australobius och familjen stenkrypare. Inga underarter finns listade i Catalogue of Life.